# Austin Ambassador
Der Austin Ambassador (Entwicklungscode BL LM19) war eine fünftürige Fließhecklimousine der Mittelklasse, die unter British Leyland ab 1980 entwickelt und von der Austin Rover Group von 1982 bis 1984 angeboten wurde. Der englische Name ambassador bedeutet „Gesandter, Botschafter“. Der Wagen stellte eine Weiterentwicklung des ursprünglich viertürigen Princess-Modells dar. Das Facelift fiel so gründlich aus, dass nur die Türen und der innere Aufbau beibehalten wurden. Im Gegensatz zum Princess wurde der Wagen nur als Rechtslenker produziert und ausschließlich in Großbritannien und Irland angeboten.

## Geschichte
Die Einführung des Ambassador lag in der Straffung und versuchten Modernisierung der Modellpalette von BL ganz zu Beginn der 1980er Jahre begründet. Dabei sollten sowohl der praktisch unverkäuflich gewordene Fünftürer Austin Maxi als auch die Fließheckversion des technisch wie optisch veralteten Morris Marina so schnell wie möglich aus dem Programm genommen werden. Weil sich der als Nachfolger geplante fünftürige Mittelklassewagen Austin Maestro noch in einem sehr frühen Entwicklungsstadium befand, galt es bis zu seiner Einführung einige Jahre zu überbrücken. Um in der Zwischenzeit weiterhin ein fünftüriges Fließheckmodell mit Heckklappe anbieten zu können, wurde der seit 1975 gebaute Princess einem Facelift unterzogen und mit Heckklappe nebst umklappbarer Rücksitzbank versehen als Austin Ambassador verkauft. Aus ähnlichen Gründen war bereits 1980 der Morris Ital als Facelift-Version des Morris Marina entstanden. In beiden Fällen war die Namensänderung auf den schlechten Ruf der ursprünglichen Modelle zurückzuführen.
Anders als im Falle des Marina, der nur optisch verändert wurde, fiel die Überarbeitung des Princess sehr umfangreich aus. Sie erstreckte sich auf Karosserie, Motoren und Innenraum. Der hoch bauende 2,2-Liter-Sechszylinder entfiel, wodurch der Vorderwagen flacher und aerodynamisch günstiger gestaltet werden konnte. Durch den Einsatz der Heckklappe waren am Heck umfangreiche und kostspielige Änderungen an tragenden Teilen notwendig. Die C-Säulen erhielten außerdem Seitenfenster für verbesserte Rundumsicht. Im Innenraum gab es ein neues Armaturenbrett und eine wesentlich umfangreichere, aber insgesamt als weniger wertig empfundene Ausstattung. Ergonomie und Verarbeitungsqualität hatten sich jedoch spürbar verbessert.
Kritik gab es aber nicht nur für die niederwertige Ausstattung, sondern auch wie schon zuvor beim Princess für die wenig durchzugsstarken Motoren und den fehlenden fünften Gang. Auch der Wegfall der früher ausgeprägten Keilform sorgte für Unverständnis. Dass die Wünsche der Kunden nach Sportlichkeit und Komfort insgesamt nur wenig angesprochen wurden, wirkte sich im Vergleich zum Princess in noch weiter sinkenden Verkaufszahlen aus.
Der Ambassador wurde anfangs mit 1,7-Liter- und 2,0-Liter-Motoren und in den Ausstattungsvarianten L, HL, HLS und dem Spitzenmodell Vanden Plas mit einem 2,0-Liter-Motor und Doppelvergaseranlage angeboten. Die Bezeichnung bezog sich auf den ehemaligen Karosseriehersteller Vanden Plas, der seit einigen Jahrzehnten zum Leyland-Konzern gehörte und dessen Name mittlerweile zu einem bloßen Namenszusatz geworden war. 1983 erhielt auch der HLS den Doppelvergasermotor.
|         | Ausstattungslinien          | Ausstattungslinien          | Ausstattungslinien          | Ausstattungslinien          |
| Motoren | L                           | HL                          | HLS                         | Vanden Plas                 |
| ------- | --------------------------- | --------------------------- | --------------------------- | --------------------------- |
| 1.7     | Grünes Häkchensymbol für ja | Grünes Häkchensymbol für ja |                             |                             |
| 2.0     |                             | Grünes Häkchensymbol für ja |                             |                             |
| 2.0 TC  |                             | Grünes Häkchensymbol für ja | Grünes Häkchensymbol für ja | Grünes Häkchensymbol für ja |

Nach der Markteinführung des Austin Maestro und der Stufenheckversion Montego wurde die Produktion des Ambassador sowie des Morris Ital eingestellt.

## Technische Daten
| Austin Ambassador                         | 1700                                                                                | 2000                                                                                | 2000 TC                                                                             |
| ----------------------------------------- | ----------------------------------------------------------------------------------- | ----------------------------------------------------------------------------------- | ----------------------------------------------------------------------------------- |
| Motor:                                    | 4-Zylinder-Reihenmotor (Viertakt), vorne quer                                       | 4-Zylinder-Reihenmotor (Viertakt), vorne quer                                       | 4-Zylinder-Reihenmotor (Viertakt), vorne quer                                       |
| Hubraum:                                  | 1698 cm³                                                                            | 1994 cm³                                                                            | 1994 cm³                                                                            |
| Bohrung × Hub:                            | 84,5 × 75,8 mm                                                                      | 84,5 × 89 mm                                                                        | 84,5 × 89 mm                                                                        |
| Leistung bei 1/min:                       | 64,5 kW (88 PS) bei 5200                                                            | 69 kW (94 PS) bei 4900                                                              | 74,6 kW (101,4 PS) bei 5250                                                         |
| Max. Drehmoment bei 1/min:                | 131 Nm bei 3800                                                                     | 153 Nm bei 3400                                                                     | 161 Nm bei 3250                                                                     |
| Verdichtung:                              | 9,0 : 1                                                                             | 9,0 : 1                                                                             | 9,0 : 1                                                                             |
| Gemischaufbereitung:                      | 1 Fallstromvergaser SU                                                              | 1 Fallstromvergaser SU                                                              | 2 Fallstromvergaser SU mit Startautomatik                                           |
| Ventilsteuerung:                          | Obenliegende Nockenwelle, Antrieb über Zahnriemen                                   | Obenliegende Nockenwelle, Antrieb über Zahnriemen                                   | Obenliegende Nockenwelle, Antrieb über Zahnriemen                                   |
| Kühlung:                                  | Wasserkühlung                                                                       | Wasserkühlung                                                                       | Wasserkühlung                                                                       |
| Getriebe:                                 | 4-Gang-Getriebe, Knüppelschaltung a.W. Dreigangautomatik (Borg-Warner) Frontantrieb | 4-Gang-Getriebe, Knüppelschaltung a.W. Dreigangautomatik (Borg-Warner) Frontantrieb | 4-Gang-Getriebe, Knüppelschaltung a.W. Dreigangautomatik (Borg-Warner) Frontantrieb |
| Radaufhängung vorn:                       | Querlenker, Reaktionsstreben, Hydragas-Verbundfederung                              | Querlenker, Reaktionsstreben, Hydragas-Verbundfederung                              | Querlenker, Reaktionsstreben, Hydragas-Verbundfederung                              |
| Radaufhängung hinten:                     | Längslenker, Torsionsstab, Hydragas-Verbundfederung                                 | Längslenker, Torsionsstab, Hydragas-Verbundfederung                                 | Längslenker, Torsionsstab, Hydragas-Verbundfederung                                 |
| Karosserie:                               | Stahlblech, selbsttragend                                                           | Stahlblech, selbsttragend                                                           | Stahlblech, selbsttragend                                                           |
| Spurweite vorn/hinten:                    | 1475/1455 mm                                                                        | 1475/1455 mm                                                                        | 1475/1455 mm                                                                        |
| Radstand:                                 | 2670 mm                                                                             | 2670 mm                                                                             | 2670 mm                                                                             |
| L × B × H:                                | 4455 × 1730 × 1410 mm                                                               | 4455 × 1730 × 1410 mm                                                               | 4455 × 1730 × 1410 mm                                                               |
| Leergewicht:                              | 1140 kg                                                                             | 1145 kg                                                                             | 1215 kg                                                                             |
| Höchstgeschwindigkeit (Werk):             | 155–160 km/h                                                                        | 155–160 km/h                                                                        | 165 km/h                                                                            |
| 0–100 km/h (Werk):                        | 18–20 s                                                                             | 14–16 s                                                                             | 13,7 s                                                                              |
| Verbrauch (Liter/100 km, EU-Stadtzyklus): | 9,5–9,6 S                                                                           | 10,2–10,4 S                                                                         | 10,4 S                                                                              |